# Ivan Zafirov
Ivan Zafirov (bulharskou cyrilicí Иван Зафиров) (* 30. prosince 1947, Sofie) je bývalý bulharský fotbalista, pravý obránce.

## Fotbalová kariéra
V bulharské lize hrál za CSKA Sofia a FK Sliven. S CSKA Sofia získal osm mistrovských titulů a pět vítězství v bulharském fotbalovém poháru. V Poháru mistrů evropských zemí nastoupil ve 24 utkáních, v Poháru vítězů pohárů nastoupil v 6 utkáních a v Poháru UEFA nastoupil v 5 utkáních. Za bulharskou reprezentaci nastoupil v letech 1968–1980 v 50 utkáních a dal 1 gól. S bulharskou reprezentací získal stříbrnou medaili na fotbalovém turnaji olympijských her v Mexico City roku 1968, nastoupil ve 4 utkáních a dal 1 gól. Byl členem bulharské reprezentace na Mistrovství světa ve fotbale 1974, ale v utkání nenastoupil. 

## Ligová bilance
| Ročník                                | Zápasy | Góly | Klub       |
| ------------------------------------- | ------ | ---- | ---------- |
| 1. bulharská fotbalová liga 1964/1965 | 0      | 0    | CSKA Sofia |
| 1. bulharská fotbalová liga 1965/1966 | 16     | 1    | CSKA Sofia |
| 1. bulharská fotbalová liga 1966/1967 | 12     | 0    | CSKA Sofia |
| 2. bulharská fotbalová liga 1966/1967 | -      | -    | FK Sliven  |
| 1. bulharská fotbalová liga 1967/1968 | -      | -    | FK Sliven  |
| 1. bulharská fotbalová liga 1968/1969 | 19     | 0    | CSKA Sofia |
| 1. bulharská fotbalová liga 1969/1970 | 28     | 0    | CSKA Sofia |
| 1. bulharská fotbalová liga 1970/1971 | 29     | 1    | CSKA Sofia |
| 1. bulharská fotbalová liga 1971/1972 | 31     | 0    | CSKA Sofia |
| 1. bulharská fotbalová liga 1972/1973 | 31     | 1    | CSKA Sofia |
| 1. bulharská fotbalová liga 1973/1974 | 26     | 0    | CSKA Sofia |
| 1. bulharská fotbalová liga 1974/1975 | 20     | 0    | CSKA Sofia |
| 1. bulharská fotbalová liga 1975/1976 | 22     | 1    | CSKA Sofia |
| 1. bulharská fotbalová liga 1976/1977 | 18     | 0    | CSKA Sofia |
| 1. bulharská fotbalová liga 1977/1978 | 24     | 0    | CSKA Sofia |
| 1. bulharská fotbalová liga 1978/1979 | 23     | 0    | CSKA Sofia |
| 1. bulharská fotbalová liga 1979/1980 | 26     | 0    | CSKA Sofia |
| 1. bulharská fotbalová liga 1980/1981 | 15     | 0    | CSKA Sofia |
| CELKEM 1. bulharská fotbalová liga    | -      | -    |            |